# Schlumbergeria
Genre
Schlumbergeria est un genre de plantes de la famille des Bromeliaceae.

## Espèces
Selon Tropicos : 
- Schlumbergeria roezli E. Morren.